# Pulvinaria minuscula
Pulvinaria minuscula är en insektsart som först beskrevs av Danzig 1967.  Pulvinaria minuscula ingår i släktet Pulvinaria och familjen skålsköldlöss. Inga underarter finns listade i Catalogue of Life.